# Kościół św. Jakuba Apostoła w Wielkich Radowiskach
Kościół świętego Jakuba Apostoła w Wielkich Radowiskach – rzymskokatolicki kościół parafialny należący do parafii pod tym samym wezwaniem (dekanat Golub diecezji toruńskiej).
Jest to świątynia wzniesiona w 1. połowie XIV wieku, następnie została przebudowana na przełomie XIV i XV wieku. Dolna, murowana część wieży dobudowana została zapewne w 1580 roku, górna – drewniana – powstała w 1805 roku. Kościół został wyremontowany w 1925 roku.
Ołtarz główny w stylu późnobarokowym, ozdobiony rzeźbami świętych Piotra, Pawła, Stanisława (?) i Wojciecha, powstał w 1. połowie XVIII wieku, znajdują się w nim: barokowy obraz św. Jakuba Starszego oraz rzeźba Matki Boskiej z Dzieciątkiem z końca XIV stulecia; w zwieńczeniu znajduje się barokowy obraz św. Jana Nepomucena. Dwa ołtarze boczne w stylu regencji, charakteryzują się płaskorzeźbionymi sarkofagowymi mensami, powstały około 1730 roku. Ołtarz w kaplicy, pochodzi z 1. połowy XIX wieku i reprezentuje tradycje stylu barokowego. Pod koniec XV wieku powstała rzeźba Matki Boskiej z Dzieciątkiem, natomiast w 1. połowie XVI wieku – krucyfiks, na przełomie XVIII i XIX wieku została wykonana barokowo-ludowa rzeźba Matki Boskiej Niepokalanie Poczętej,  1. połowie XIX wieku powstał procesyjny krucyfiks w stylu barokowo-ludowym. Kropielnica granitowa pochodzi zapewne z okresu średniowiecza, późnobarokowa chrzcielnica jest datowana na 1. połowę XVIII wieku. Ławy i konfesjonał pochodzą z przełomu XVII i XVIII wieku, chór muzyczny to przykład stylu rokokowego. Oprócz tego można wyróżnić: dwa feretrony w ramach rokokowych z przełomu XVIII i XIX stulecia, prospekt organowy wykonany przez firmę „Schlag et Sóhne” ze Świdnicy około 1900 roku. We wschodniej ścianie świątyni znajduje się szafka ścienna z kutą, żelazną, ażurową kratą zapewne z XVI wieku, natomiast w zakrystii jest umieszczona szafa ścienna z drzwiami o gotyckich okuciach i starym zamkiem. W wejściu do zakrystii są usytuowane drzwi klepkowe być może z 1. połowy XIX wieku. Trzy świeczniki ołtarzowe pochodzą z 1737 roku (ozdobiony sygnaturą SA?), 2. połowy XIX wieku i 1. ćwierci ubiegłego stulecia. Puszka z cechą imienną MD powstała w XVIII wieku, monstrancja pochodzi z około połowy XIX wieku, natomiast kielich mszalny jest datowany na koniec XIX wieku. Dzwon został odlany w 1560 roku. Posiada on późniejszy napis informujący o budowie wieży, ufundowanej przez Krzysztofa Kostkę.